# 구미신평초등학교
구미신평초등학교는 대한민국 경상북도 구미시에 있는 공립 초등학교이다.

## 학교 연혁
- 1980.03.01 구미신평국민학교로 개교(광평국민학교에서 분리,17학급)
- 1985.03.01 비산국민학교 분리 (17학급)
- 1989.11.01 신기국민학교 분리 (22학급)
- 1995.03.01 병설유치원 개원
- 1999.03.01 경상북도교육청 지정 열린교육 시범학교
- 2007.03.01 경상북도교육청 지정 방과후학교 시범학교 (2년 운영)
- 2014.09.01 제17대 김창환 교장선생님 부임
- 2015.02.16 제35회 졸업식 (졸업생 55명, 총 졸업생 수: 4,785명)
- 2015.03.01 초등 12학급, 유치원 1학급 편성

## 참고 자료
- 구미신평초등학교 - 한국교육학술정보원 학교알리미